# Wadzim Szwiedau
Wadzim Uładzimirawicz Szwiedau (ros. Вадим Шведов; ur. 5 marca 1991) – białoruski zapaśnik walczący w stylu wolnym. Zajął ósme miejsce na mistrzostwach Europy w 2014. Trzynasty w Pucharze Świata w 2013 roku.